# 折射网络

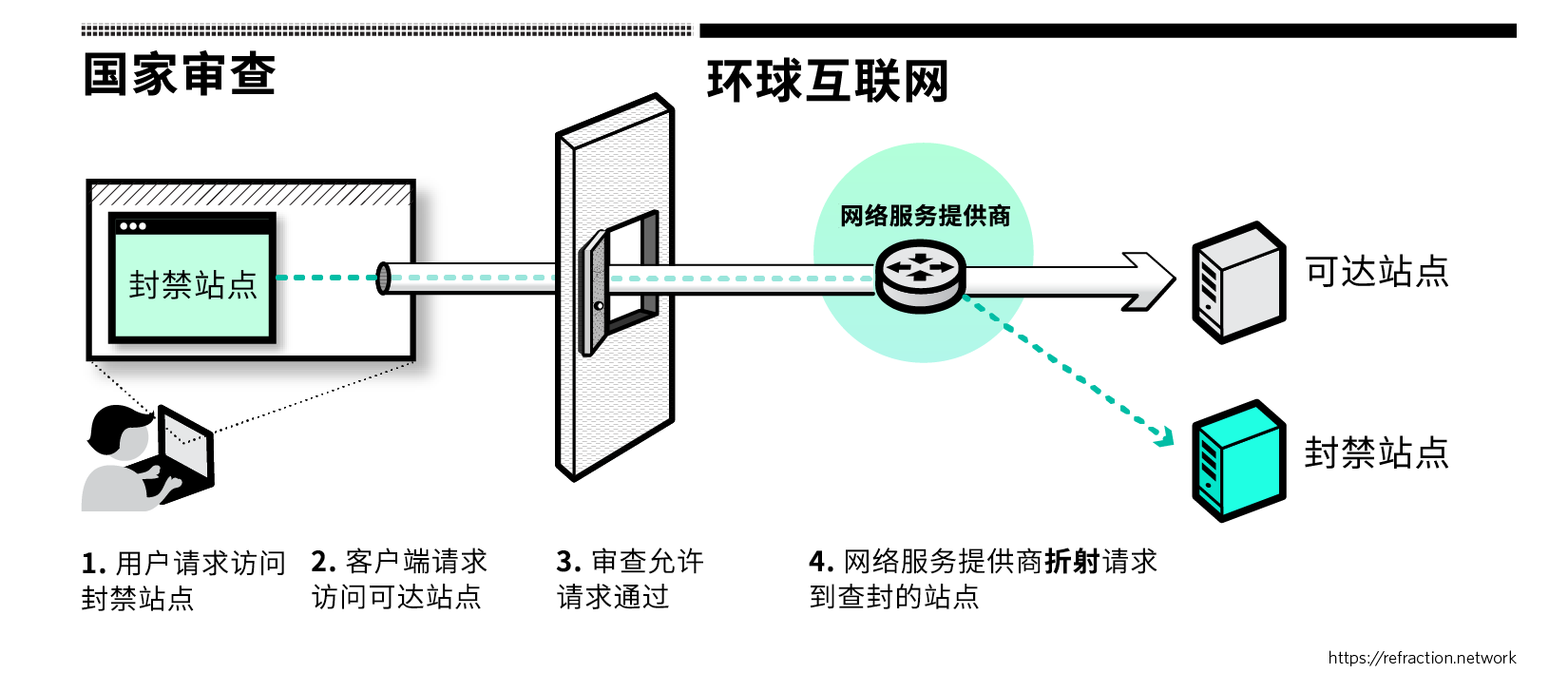
折射网络图例

折射网络（英語：refraction networking）是一种规避网络审查的手段，不是尝试着向审查机关隐藏特定的代理，而是通过与网络服务提供商（ISP）和其他网络值机员合作，为网络核心带来代理的功能。

## 定义
现有的大多数规避审查的工具都采用了相同的基本手段：加密用户的通信，使其看上去无害，之后将其上传到在审查之外的代理服务器上。这一做法导致了一个系统性的问题：如果审查机关发现了代理服务器，代理本身就会变成另外的一个被封禁的站点。既然用户能找到代理服务器，审查机关亦可。
在发现和使用（或者说是发现和封禁）代理服务器的这场速度竞赛中，相对于受监管的用户，施加监管的政府则拥有自然的、不断增长的优势。举例来讲，为了搜寻使他们不适的动向，他们可以检查所有传播到境内的数据。基于服务器友好的政策逐渐减少，富有经验的、拥有国家公权力的审查者逐渐增多，他们能监控甚至掌控国家的整个网络。
折射网络采取了不同的措施。折射这一手段，不是尝试着向审查机关隐藏特定的代理，而是通过与网络服务提供商（ISP）和其他网络值机员合作，为网络核心带来代理的功能。这使得审查的花费更加昂贵，因为审查机关不能有选择地查封用以提供互联网自由的服务器。相反地，在审查国家之外的整个网络向用户提供了互联网自由，并且使任何介于在国家审查内的网络与参与的友好网络之间的加密数据的交换，都能成为信息自由交流的渠道。

## 进行的工作
折射网络在2011年由三个工程团队独立地发明出来。现有五类协议：在密歇根大学的Telex和，在伊利諾大學的，以及在Raytheon BBN 技术公司的和。这些设计是基本前提之下的产物，各自代表了一系列设计选择和技术取舍。
现在，来自密歇根大学、伊利诺伊大学、BBN和科罗拉多大学的研究人员已经结为联盟，旨在将折射网络构建为一个为互联网自由服务、普遍部署的强大工具。美國國務院民主人權勞工局对此项目给予支持。2017年初，此联盟启动了一个切实的网络服务提供商试验，第一批试验已经为超过5万位用户提供了折射网络。

## 发布的研究
论文有：
- 操作部署（Operational Deployment）[7]
  - 在 Medium 上的声明。
- Telex[2]
  - 在Telex网站有清晰直观的对系统的阐释。

- TapDance[3]
  - 在 GitHub 上的TapDance源码。

- Cirripede[4]

- Curveball[5]
  - Curveball网站有更多的信息和源码。

- Rebound[6]